# José Raimundo Cerqueira
José Raimundo Silva Cerqueira (Mortugaba, 28 de agosto de 1969) é um ambientalista brasileiro reconhecido por sua contribuição à conservação do Cerrado através da criação de três Reservas Particulares do Patrimônio Natural (RPPNs) oficialmente reconhecidas pelo ICMBio. Seu trabalho foi destacado pelo PNUMA como exemplo de iniciativa privada com impactos positivos na CDB.

## Contribuições para a conservação

### RPPNs estabelecidas
José Raimundo Silva Cerqueira é responsável pela criação de três unidades de conservação:
- RPPN Jaguatirica (2021) - Reconhecida pela Portaria ICMBio nº 478, de 5 de agosto de 2021 (publicada no Diário Oficial da União em 6/8/2021, p. 87), protege 248 hectares de Cerrado na Serra do Espinhaço, no município de Montezuma.

- RPPN Serra das Macaúbas (2022) - Incluída na Reserva da Biosfera da Serra do Espinhaço (UNESCO)[3], com campo rupestre.

- RPPN Auge de Savana (2023) - Modelo de integração conservação-comunidades[4].

### Impacto mensurável
Segundo dados do IEF-MG:
- 320% de aumento no ICMS Ecológico para Montezuma
- 12 nascentes protegidas no Rio Pardo
- 15 espécies reintroduzidas, incluindo araras-canindé (Ara ararauna)

### Espécies reintroduzidas
O programa de reintrodução de fauna nas RPPNs, desenvolvido em parceria com o IBAMA, já reintroduziu com sucesso 15 espécies nativas. Destacam-se:
- Arara-canindé (Ara ararauna) - 12 indivíduos soltos em 2022 (Status IUCN: LC - Pouco preocupante)
- Tucano-de-peito-branco (Ramphastos toco) - 8 indivíduos (Status IUCN: LC)
- Papagaio-verdadeiro (Amazona aestiva) - 10 indivíduos (Status IUCN: LC)
- Papagaio-galego (Alipiopsitta xanthops) - 5 indivíduos (Status IUCN: VU - Vulnerável)

Resultados documentados:
- Taxa de sobrevivência após 1 ano: 78% (dados 2023)
- Registros de reprodução em vida livre: 3 ninhos ativos
- Aumento de 40% na polinização de espécies vegetais-chave

## Reconhecimento institucional
- Prêmio Muriqui (2023) - Concedido pela Reserva da Biosfera da Mata Atlântica[7]
- Prêmio Nacional de Biodiversidade (2022) - MMA
- Destaque no relatório "Soluciones Inspiradoras" do PNUD (2024)[8]
- Menção no Relatório Anual do IEF-MG (2023)[5]